# Byen
Byen er et oliemaleri af August Strindberg fra 1903.

## Strindberg som maleri
August  Strindberg havde ingen uddannelse indenfor malerkunsten. Han helligede  sig kun maleriet i perioder og malede først og fremmest landskaber som  søstykker med dramatiske bølger og himmel. Han malede for det meste i  sine kriseperioder, når han havde svært ved at skrive. 
Han bliver betragtet som en pioner inden for ekspressionisme som en kunstform i Sverige. I  1870'erne brugte han tiden sammen med flere unge kunstnere som Carl Larsson  og øvrige den  franske koloni i Grez-sur-Loing, og  startede derefter selv sine første forsøg i maleriet. Han optrådte også som kunstkritiker.
August   Strindberg malede havet i storm med de sydende bølger, skyer i  oprør  og brændinger, der pisker mod de stenede kyster. Hans malermetode  forblev personligt improviseret.

## Maleriet
Byen er et oliemaleri, der er lavet med spartel med tykke lag af maling. Det er et landskabsmaleri,  med en by der ses i baggrunden, som spejler sig i vandoverflade. Det er  domineret af et mørk landskab med en høj himmel og skyer, med et  farvespektrum i hvid, sort og grå.
| „ | På lediga stunder målar jag. För att kunna bemästra materialet väljer jag en medelstor duk eller hellre en pannå, så att jag kan få tavlan färdig på två eller tre timmar, så länge min inspiration varar. ... med palettkniven som jag använder för ändamålet – jag äger inga penslar! – fördelar jag färgerna över pannån, och där blandar jag dem så att jag får en teckning något så när. ... En lätt beröring här och där med fingret, som blandar samman de motsträviga färgerna, smälter samman och förjagar de hårda färgtonerna, tunnar ut, löser upp, och där är tavlan! | “ |
|   | — August Strindberg 1894 |   |

## Proveniens
Maleriet findes på Nationalmuseum i Stockholm.